# Comitê Internacional de Pesos e Medidas
Comitê Internacional de Pesos e Medidas (em francês:  Comité international des poids et mesures, CIPM), consiste em dezoito pessoas pertencentes aos estados-membros da Convenção do Metro (Convention du Mètre). Sua tarefa principal é garantir a uniformidade, em todo o mundo, das unidades de medida, o que é feito pela ação direta ou submissão de propostas para a Conferência Geral de Pesos e Medidas (CGPM, em francês:  Conférence générale des poids et mesures). 
Um objetivo mais recente do CIPM tem sido o estabelecimento do em francês:  Arrangement de reconnaissance mutuelle (Arranjo de reconhecimento mútuo), que serve como meio para a aceitação mútua das medições realizadas nos países-membros da Convenção do Metro.  O CIPM realiza encontros anuais no Escritório Internacional de Pesos e Medidas (BIPM, Bureau international des poids et mesures) e discute relatórios que lhe são apresentados por seus Comitês Consultivos. Também emite um relatório anual referente às situações administrativa e financeira do BIPM aos governos dos países-membros da Convenção do Metro.